# Weidhausen (Föritztal)
Weidhausen ist ein Ortsteil der Gemeinde Föritztal im Landkreis Sonneberg in Thüringen.

## Lage
Weidhausen liegt nördlich des Ortes Föritz, westlich der Bundesstraße 89 und nahe der Landesgrenze zu Bayern.

## Geschichte
Am 4. Oktober 1252 wurde das Dorf erstmals urkundlich erwähnt. Am 1. Juli 1950 wurde Weidhausen nach Föritz eingemeindet. Föritz ging am 6. Juli 2018 in der neuen Gemeinde Föritztal auf.

## Dialekt
In Weidhausen wird Itzgründisch, ein mainfränkischer Dialekt, gesprochen.